# Karel van Nassau-Usingen
Karel van Nassau-Usingen (Usingen 1 januari 1712 – Biebrich 21 juni 1775) was vorst van Nassau-Usingen. Hij stamt uit de Walramse Linie van het Huis Nassau.

## Biografie
Karel was de derde zoon van vorst Willem Hendrik I van Nassau-Usingen en Charlotte Amalia van Nassau-Dillenburg, dochter van vorst Hendrik van Nassau-Dillenburg en Dorothea Elisabeth van Liegnitz.
Karel volgde in 1718, samen met zijn broer Willem Hendrik II, zijn vader op als vorst van Nassau-Usingen. Vanwege hun minderjarigheid nam hun moeder het regentschap waar, en zorgde voor een omvangrijke opleiding en een calvinistische opvoeding. Karel en zijn broer erfden in 1728 het graafschap Nassau-Saarbrücken en het vorstendom Nassau-Idstein van Frederik Lodewijk van Nassau-Ottweiler. Van 1729 tot 1731 studeerde Karel aan de Universiteit van Gießen. Daarna ging hij naar Parijs en keerde in 1731 via Lotharingen naar Usingen terug.
Karel werd in 1733 meerderjarig verklaard. Karel verdeelde in 1735 met zijn broer hun bezittingen, Willem Hendrik verkreeg Nassau-Saarbrücken, en Karel verkreeg Nassau-Usingen. Op 11 augustus 1736 ontving hij de Orde van de Witte Adelaar.
De residentie van het Huis Nassau-Usingen was sinds 1659 de stad Usingen in de Taunus. In 1744 verlegde Karel de residentie naar Slot Biebrich, dat voorheen reeds als zomerresidentie werd gebruikt. In het Wiesbadener Wald stichtte hij de Fasanerie en gaf opdracht voor de bouw van het plaatselijke jachtslot, dat in 1749 voltooid werd. In 1753-1754 was hij regent van Nassau-Weilburg voor Karel Christiaan van Nassau-Weilburg. In december 1768 ontving hij de Orde van de Olifant.
Karel profiteerde tijdens zijn bewind van de 'moderne' wetten van zijn moeder. Ook hem ging het om het welzijn van zijn onderdanen. Met name steunde hij Wiesbaden, de zetel van de regering, die in het oude slot ondergebracht was. In Wiesbaden kon zich een boekdrukkerij vestigen, bovendien richtte hij een faiencefabriek op en organiseerde hij het gokspel opnieuw. Bijzonder vermeldenswaard is zijn verbod op koffie drinken. Daarbij speelden niet alleen gezondheidsaspecten een rol, maar ook zag hij het gevaar dat door de import van koffiebonen zeer veel geld naar het buitenland zou gaan.
In 1773 werd Falkenstein verbonden aan zijn land en aan dat van Karel Christiaan van Nassau-Weilburg. In 1774 werd het ¾ deel van de ‘Vierherrische’ in het bezit van de familie Nassau verbonden met de ‘Dreiherrische’ om een gebied te vormen waarvan ⅓ deel aan Willem V van Oranje-Nassau en ⅓ deel aan Karel Christiaan van Nassau-Weilburg kwam.
Karel werd begraven in de Laurentiuskerk te Usingen. Hij werd opgevolgd door zijn zoon Karel Willem.

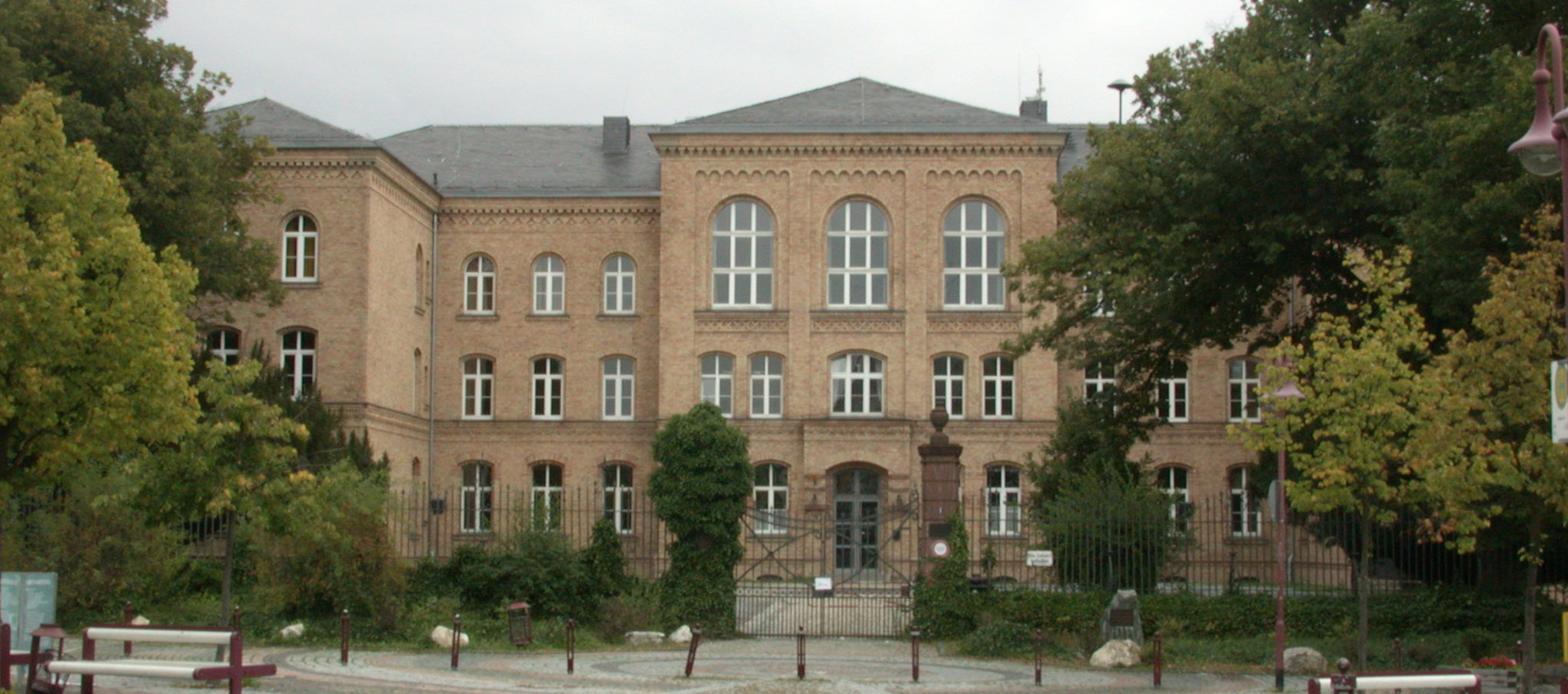
Slot Usingen
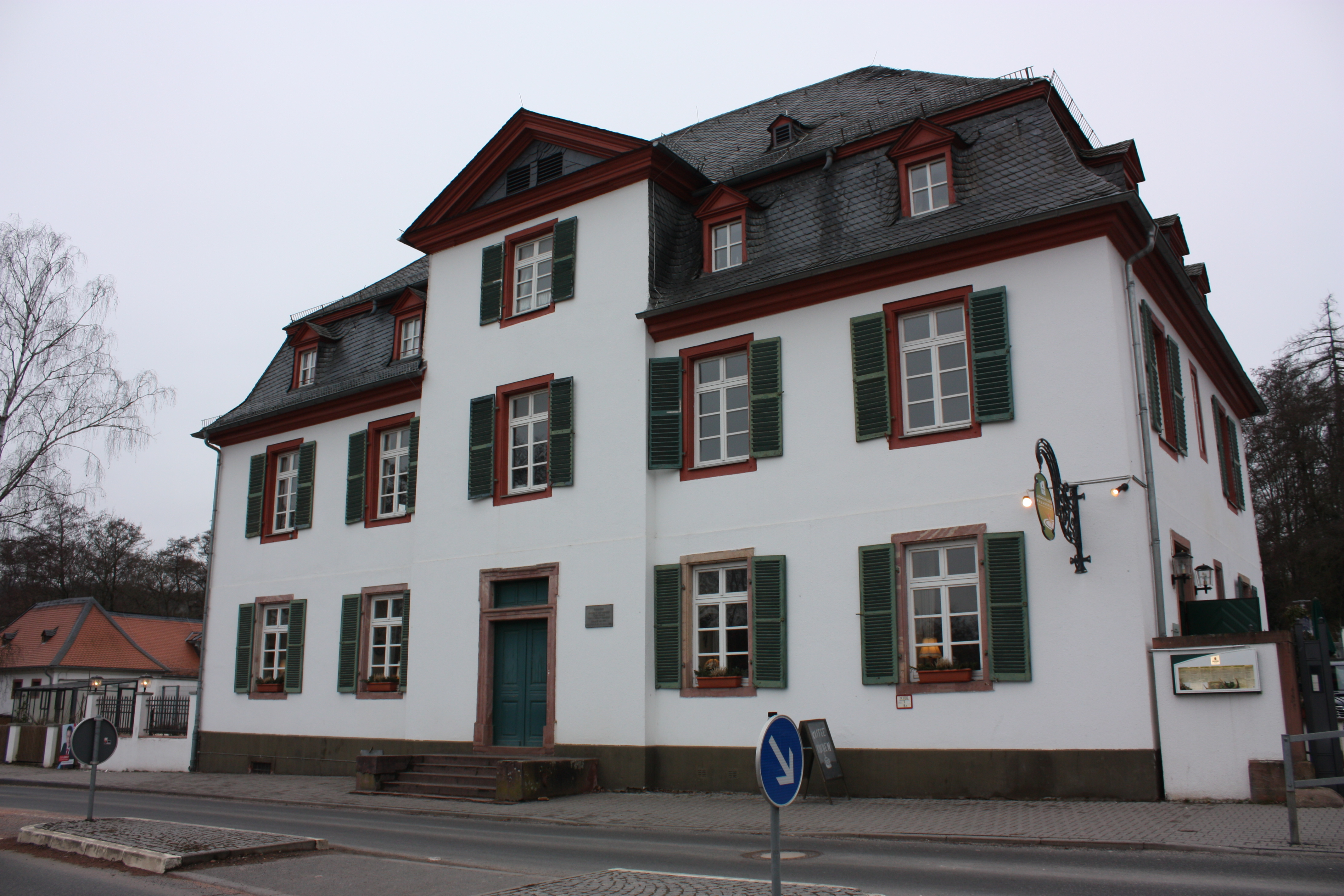
Jachtslot Fasanerie
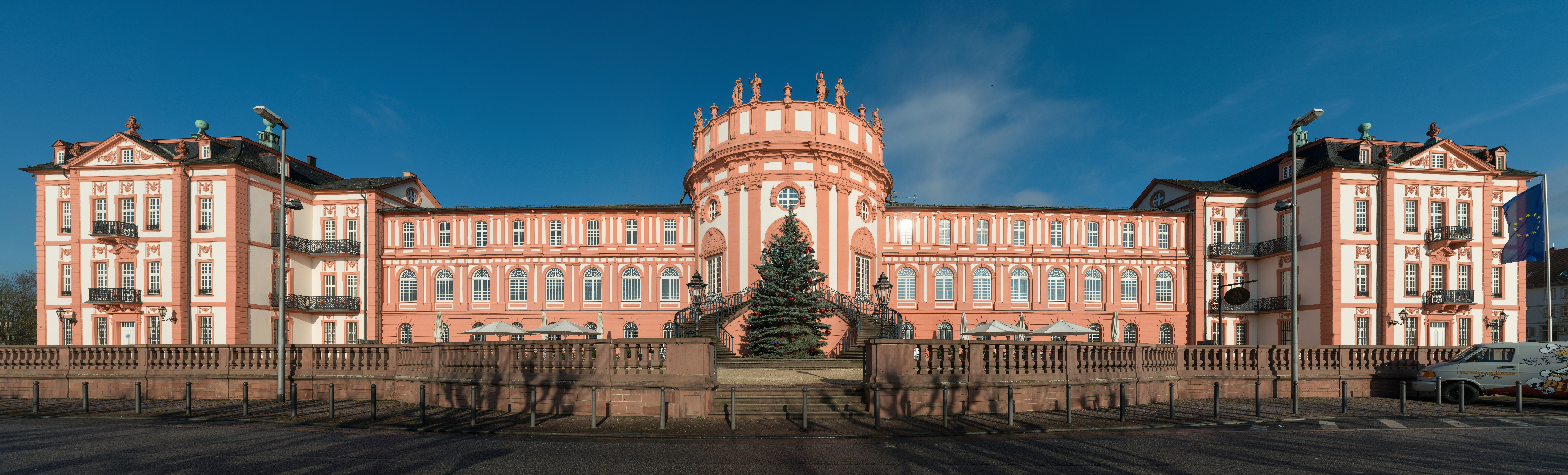
Slot Biebrich
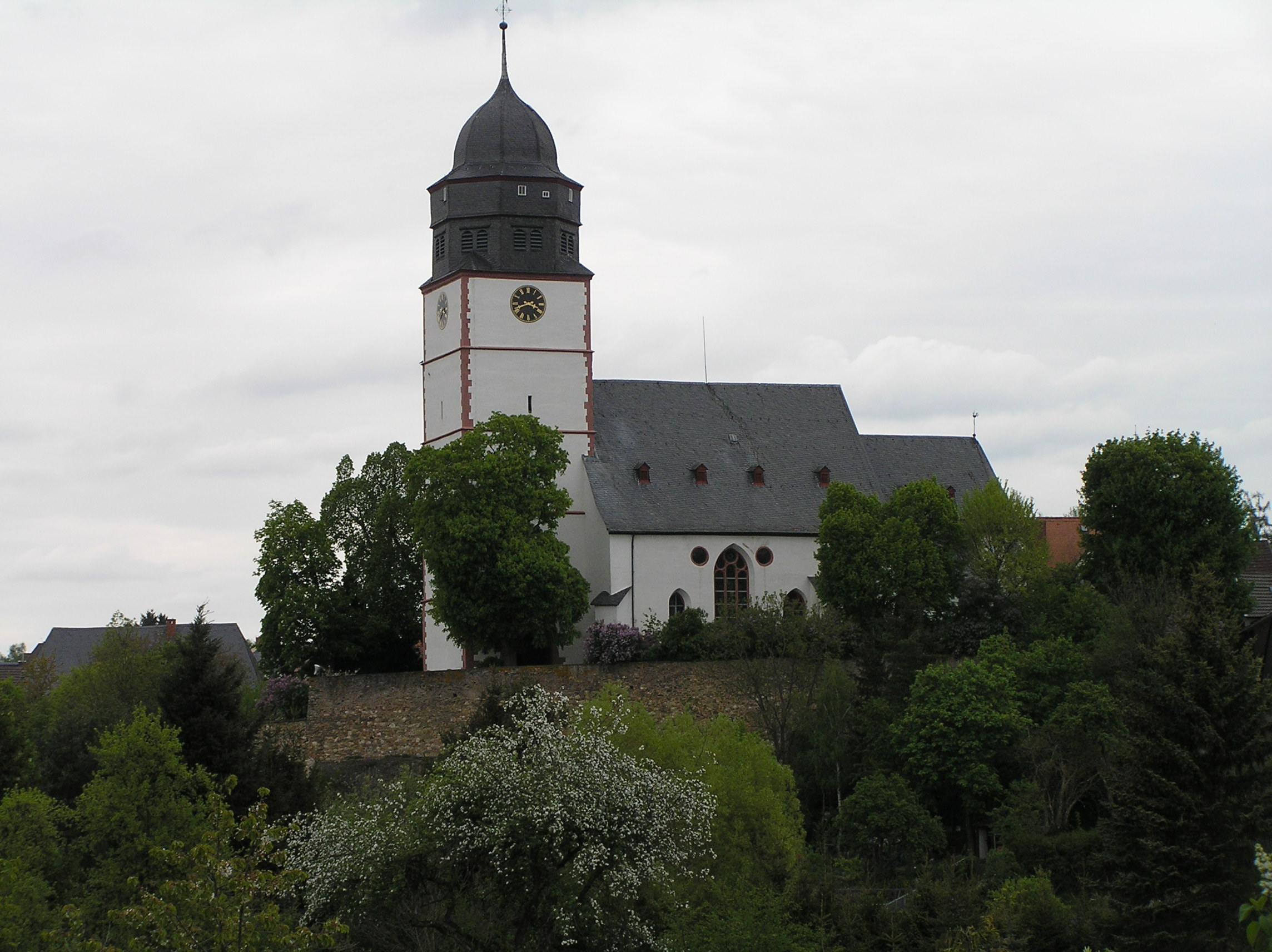
Laurentiuskerk, Usingen

## Huwelijken en kinderen
Karel huwde te Eisenach op 26 december 1734 met Christiane Wilhelmina van Saksen-Eisenach (Altenkirchen 3 september 1711 - Idstein 27 november 1740), dochter van hertog Johan Willem van Saksen-Eisenach en Magdalene Sibylle van Saksen-Weissenfels.

Uit dit huwelijk werden de volgende kinderen geboren:
1. Karel Willem (Usingen 9 november 1735 - Biebrich 17 mei 1803), volgde zijn vader op.
2. Francisca (Usingen 17 december 1736 - Usingen 19 december 1741).
3. Frederik August (Usingen 23 april 1738 - Biebrich 24 maart 1816), volgde zijn broer op.
4. Johan Adolf (Biebrich 19 juli 1740 - Wiesbaden 10 december 1793), was generaal in Franse en Pruisische dienst.

Karel hertrouwde morganatisch op een onbekende datum met Magdalena Groß (Wiesbaden 26 februari 1714 - Wiesbaden 16 december 1787), dochter van Philipp Adolf Groß en Maria Katharina Köpp.

Uit dit huwelijk werden de volgende kinderen geboren:
1. Dochter (juni 1742 - Wiesbaden 19 april 1743)
2. Philippine Katharine sinds 1763 Fräulein von Biburg, sinds 1775 Gräfin von Weilnau (17 mei 1744 - Wiesbaden 17 juli 1798), huwde te Biebrich in juni 1773 met Carl Julius Hermann Friedrich Freiherr von Kruse (Eichelsachsen 22 november 1737 - Wiesbaden 9 maart 1806), geheimraad van de vorst van Nassau-Usingen, rechtbankpresident en regeringsvoorzitter te Wiesbaden.
3. Karl Philipp sinds 1763 Herr von Biburg, sinds 1775 Graf von Weilnau (25 maart 1746 - Wiesbaden 15 augustus 1789), was kapitein in Franse dienst.
4. Sophie Christine (Wiesbaden 20 juni 1750 - Wiesbaden 16 november 1750).
5. Wilhelm Heinrich (Wiesbaden 15 februari 1755 - Wiesbaden 6 april 1755).

## Voorouders
| Voorouders van Karel van Nassau-Usingen | Voorouders van Karel van Nassau-Usingen                                                              | Voorouders van Karel van Nassau-Usingen                                                              | Voorouders van Karel van Nassau-Usingen                                                              | Voorouders van Karel van Nassau-Usingen                                                              | Voorouders van Karel van Nassau-Usingen                                                                 | Voorouders van Karel van Nassau-Usingen                                                                 | Voorouders van Karel van Nassau-Usingen                                                               | Voorouders van Karel van Nassau-Usingen                                                               |
| --------------------------------------- | --- | --- | --- | --- | --- | --- | --- | --- |
| Overgrootouders                         | Willem Lodewijk van Nassau-Saarbrücken (1590–1640) ∞ Anna Amalia van Baden-Durlach (1595-1651)       | Willem Lodewijk van Nassau-Saarbrücken (1590–1640) ∞ Anna Amalia van Baden-Durlach (1595-1651)       | Eustache van Croÿ-Rœulx (1609–1653) ∞ Theodora Freiin von Kettler und Laghen (1613–1682)             | Eustache van Croÿ-Rœulx (1609–1653) ∞ Theodora Freiin von Kettler und Laghen (1613–1682)             | George Lodewijk van Nassau-Dillenburg (1618-1656) ∞ Anna Augusta van Brunswijk-Wolfenbüttel (1612-1673) | George Lodewijk van Nassau-Dillenburg (1618-1656) ∞ Anna Augusta van Brunswijk-Wolfenbüttel (1612-1673) | George III van Brieg (1611-1664) ∞ Sophia Catharina van Münsterberg-Oels (1601-1659)                  | George III van Brieg (1611-1664) ∞ Sophia Catharina van Münsterberg-Oels (1601-1659)                  |
| Grootouders                             | Walraad van Nassau-Usingen (1635–1702) ∞ Catherine Françoise van Croÿ-Rœulx (1637–1686)              | Walraad van Nassau-Usingen (1635–1702) ∞ Catherine Françoise van Croÿ-Rœulx (1637–1686)              | Walraad van Nassau-Usingen (1635–1702) ∞ Catherine Françoise van Croÿ-Rœulx (1637–1686)              | Walraad van Nassau-Usingen (1635–1702) ∞ Catherine Françoise van Croÿ-Rœulx (1637–1686)              | Hendrik van Nassau-Dillenburg (1641–1701) ∞ Dorothea Elisabeth van Silezië-Liegnitz-Brieg (1646–1691)   | Hendrik van Nassau-Dillenburg (1641–1701) ∞ Dorothea Elisabeth van Silezië-Liegnitz-Brieg (1646–1691)   | Hendrik van Nassau-Dillenburg (1641–1701) ∞ Dorothea Elisabeth van Silezië-Liegnitz-Brieg (1646–1691) | Hendrik van Nassau-Dillenburg (1641–1701) ∞ Dorothea Elisabeth van Silezië-Liegnitz-Brieg (1646–1691) |
| Ouders                                  | Willem Hendrik I van Nassau-Usingen (1684-1718) ∞ Charlotte Amalia van Nassau-Dillenburg (1680-1738) | Willem Hendrik I van Nassau-Usingen (1684-1718) ∞ Charlotte Amalia van Nassau-Dillenburg (1680-1738) | Willem Hendrik I van Nassau-Usingen (1684-1718) ∞ Charlotte Amalia van Nassau-Dillenburg (1680-1738) | Willem Hendrik I van Nassau-Usingen (1684-1718) ∞ Charlotte Amalia van Nassau-Dillenburg (1680-1738) | Willem Hendrik I van Nassau-Usingen (1684-1718) ∞ Charlotte Amalia van Nassau-Dillenburg (1680-1738)    | Willem Hendrik I van Nassau-Usingen (1684-1718) ∞ Charlotte Amalia van Nassau-Dillenburg (1680-1738)    | Willem Hendrik I van Nassau-Usingen (1684-1718) ∞ Charlotte Amalia van Nassau-Dillenburg (1680-1738)  | Willem Hendrik I van Nassau-Usingen (1684-1718) ∞ Charlotte Amalia van Nassau-Dillenburg (1680-1738)  |
| Karel van Nassau-Usingen (1712-1775)    | | | | | | | | |